# Лердон, Зигфрид
Зигфрид Лердон (нем. Siegfried Lerdon, 8 августа 1905 — 9 октября 1964) — немецкий фехтовальщик, призёр Олимпийских игр и чемпионата мира.

## Биография
Родился в 1905 году во Франкфурте-на-Майне. В 1935 году завоевал в командном первенстве на шпагах бронзовую медаль Международного первенства по фехтованию (в 1937 году Международная федерация фехтования задним числом признала это первенство чемпионатом мира). В 1936 году завоевал в командном первенстве на рапирах бронзовую медаль Олимпийских игр в Берлине, а в командном первенстве на шпагах занял там 4-е место.